# Forze terrestri bielorusse
Le Forze Terrestri bielorusse in (bielorusso: Сухопутные войска Республики Беларусь) sono la componente terrestre delle forze armate bielorusse. Sono considerate l'arma più anziana e degna di nota delle forze armate. L'attuale comandante delle forze terrestri è il maggior generale Aleksandr Nikitin.

## Storia
Le Forze Terrestri bielorusse vennero fondate il 20 marzo 1992, lo stesso giorno della fondazione del Ministero della Difesa della Bielorussia. Nel 1994, le forze di terra avevano oltre 50.000 soldati, per lo più ex soldati del distretto militare bielorusso dell'esercito sovietico. L'equipaggiamento dell'esercito che all'epoca veniva utilizzato comprendeva 79 T-54, 639 T-55, 291 T-62, 299 T-64, 8 T-80 e 1.800 T-72. Nel dicembre del 2001, le Forze Terrestri subirono un'importante riorganizzazione che produsse due comandi operativi-territoriali simili a quelli dei distretti militari della Russia. I due comandi che vennero formati da questa riorganizzazione furono il Comando operativo occidentale a Hrodna ed il Comando operativo nord-occidentale, a Barysaŭ.

## Struttura

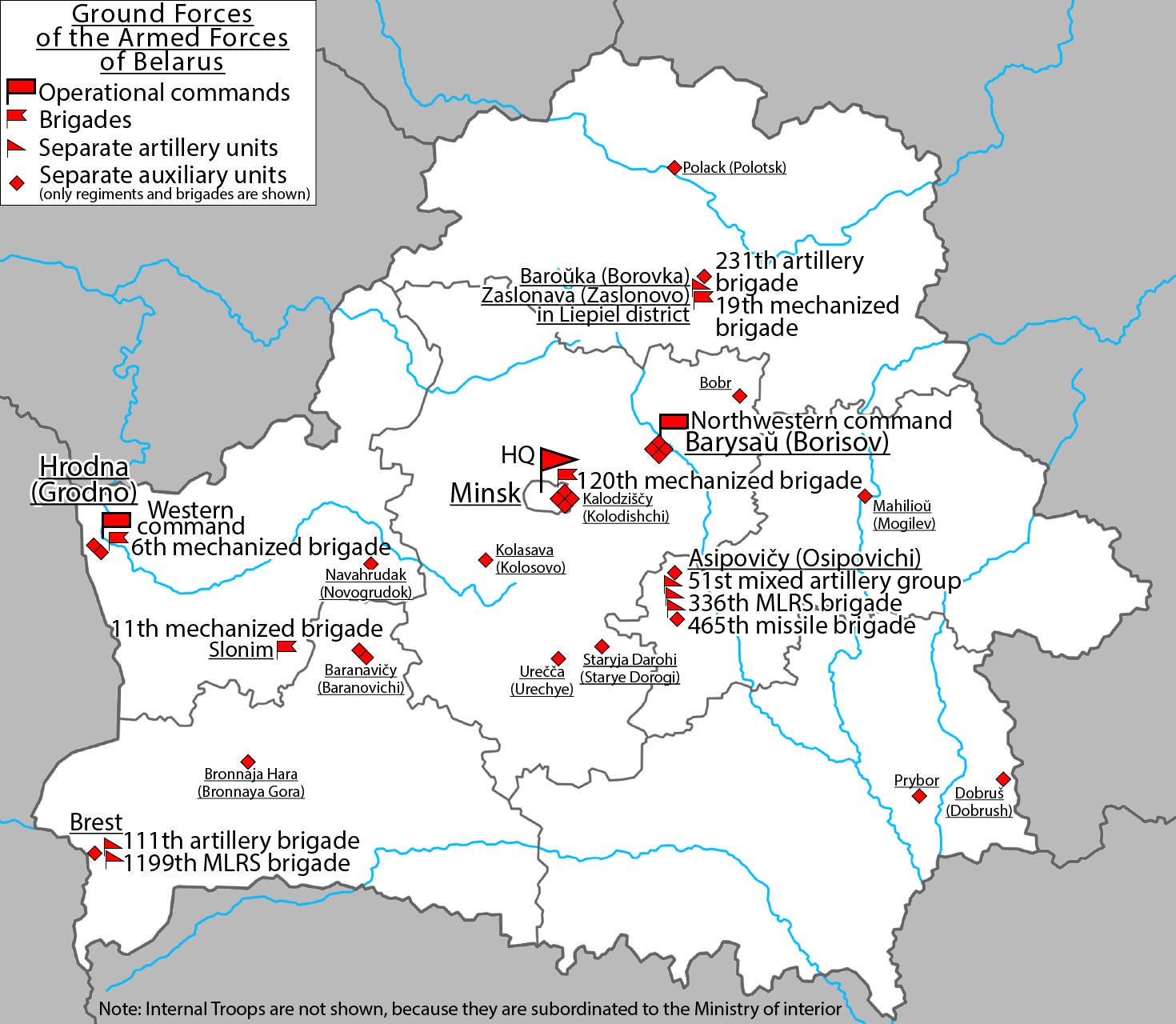

### Quartier generale (Minsk)
- Quartier generale delle forze armate
- Banda militare esemplare
- Guardia d'onore delle Forze armate bielorusse
- 465ª Brigata missili
- 336ª Brigata d'artiglieria missili
- 51º Gruppo misto d'artiglieria della Guardia
- 188ª Brigata del Genio
- 52º Battaglione specializzato di ricerca
- Centro cinologico delle forze armate

### Comando operativo occidentale
- 6ª Brigata meccanizzata
- 11ª Brigata meccanizzata
- 111ª Brigata d'artiglieria
- 1199º Reggimento misto d'artiglieria
- 557ª Brigata del Genio
- 74º Reggimento separato delle comunicazioni
- 815° Centro di manutenzione
- 108ª Brigata di supporto logistico

### Comando operativo nord-occidentale
- 120ª Brigata meccanizzata
- 19ª Brigata meccanizzata della Guardia
- 103ª Brigata mobile
- 38ª Brigata mobile
- 5ª Brigata Specnaz
- 22ª Brigata missili (fino al 2005)
- 51ª Brigata d'artiglieria della Guardia
- 72° Centro d'addestramento congiunto della Guardia

## Forze specializzate
Le forze specializzate sono progettate per supportare le attività di combattimento delle forze terrestri e risolvere i loro compiti inerenti. Includono formazioni e unità militari d'intelligence, delle comunicazioni, del Genio,di difesa nucleare, chimica e biologica, di guerra elettronica, di navigazione e topografia.
- Truppe della Guerra Elettronica
- Truppe delle Comunicazioni
- Truppe del Genio
- Truppe della Protezione NBC
- Servizio di Navigazione Topografica

### Truppe Comunicazioni
Le Truppe delle Comunicazioni sono forze speciali separate che fungono da sistema di comunicazione tra le truppe delle forze armate e le truppe territoriali. Sono radicate nelle apparecchiature di comunicazione e di comando e controllo, nell'intelligence radio e nell'equipaggiamento speciale di comunicazione radio. La festa ufficiale delle Truppe delle Comunicazioni è il 20 ottobre, giorno del 1919 in cui venne formato il Dipartimento delle Comunicazioni dell'Armata Rossa. Nel corso degli anni del dopoguerra, con il passaggio delle truppe in una situazione pacifica, le Truppe delle Comunicazioni del distretto militare bielorusso, e in seguito delle forze armate della Repubblica di Bielorussia, adottarono misure per ripristinare e sviluppare il sistema di comunicazioni stazionario, dispiegando sistemi di comunicazione di guarnigioni e campi militari e le loro condizioni. Nel 2019, il Ministero delle comunicazioni e delle informazioni ha commemorato il suo centenario con un timbro festivo.

### Truppe Protezione NBC
Le Truppe della Protezione Nucleare, Biologica e Chimica (in russo Войска радиационной, химической и биологической защиты; Войска РХБ защиты)?) sono le forze progettate per sopportare i loro compiti di combattimento in condizioni di contaminazione nucleare, chimica e biologica. Per circa dieci anni, come parte di un contingente limitato dell'esercito sovietico, le Truppe Chimiche combatterono in Afghanistan, dove compiti di supporto chimico come l'uso di lanciafiamme, di agenti e di aerosol incendiari erano efficaci nella lotta contro i ribelli. A molti rappresentanti delle Truppe Chimiche partecipanti alla guerra vennero assegnati ordini e medaglie militari. Nel corso dell'eliminazione delle conseguenze del disastro di Černobyl', dati l'addestramento e l'equipaggiamento tecnico delle forze chimiche, gli vennero assegnati alcuni dei lavori più difficili. Il Dipartimento delle forze chimiche venne creato il 1º giugno 1992 sulla base della direzione sciolta del distretto militare bielorusso e venne incluso nello Stato maggiore delle forze armate. Il 21 dicembre 2001, in relazione alla creazione dello Stato maggiore delle forze armate della Repubblica di Bielorussia, il Dipartimento delle forze chimiche del quartier generale delle forze armate venne riorganizzato e incluso in esso come Dipartimento Chimico di chimica per la protezione e l'ecologia dello stato maggiore delle forze armate repubblicane.

## Equipaggiamento
| Modello                                                | Foto         | Nazione d'origine            | Tipo                                                    | Numero in servizio                               | Note |
| Carri armati                                           | Carri armati | Carri armati                 | Carri armati                                            | Carri armati                                     | Carri armati |
| ------------------------------------------------------ | ------------ | ---------------------------- | ------------------------------------------------------- | ------------------------------------------------ | --- |
| T-72                                                   |              | Unione Sovietica             | Carro armato da combattimento                           | 532 (inc T-72B3)                                 | Principalmente versione T-72B. Quattro brigate meccanizzate. Almeno 24 aggiornati a livello B3M.                                                                                     |
| Veicoli della fanteria                                 |              |                              |                                                         |                                                  | |
| BMD-1                                                  |              | Unione Sovietica             | Veicolo da combattimento della fanteria aerotrasportata | 124 nel 1995, 154 nel 2000, nel 2003 e nel 2005. | |
| BMP-1                                                  |              | Unione Sovietica             | Veicolo da combattimento della fanteria                 | 132                                              | Versione BRM-1 |
| BMP-2                                                  |              | Unione Sovietica             | Veicolo da combattimento della fanteria                 | 932                                              | Operato da due brigate meccanizzate. |
| Veicoli trasporto truppe                               |              |                              |                                                         |                                                  | |
| BTR-70                                                 |              | Unione Sovietica Bielorussia | Veicolo trasporto truppe                                | 39                                               | Usato dalle forze speciali bielorusse. Aggiornato a BTR-70MB1. |
| BTR-80                                                 |              | Unione Sovietica             | Veicolo trasporto truppe                                | 153                                              | Nelle forze speciali. |
| MT-LB                                                  |              | Unione Sovietica             | Veicolo trasporto truppe                                | 50                                               | |
| Autoblindo                                             |              |                              |                                                         |                                                  | |
| BRDM-2                                                 |              | Unione Sovietica Bielorussia | Autoblindo anfibia da ricognizione                      |                                                  | |
| Artiglieria                                            |              |                              |                                                         |                                                  | |
| BM-21 Grad                                             |              | Unione Sovietica Bielorussia | Lanciarazzi multiplo                                    | 126                                              | Parzialmente aggiornato a BM-21A "Belgrad". |
| BM-27 Uragan                                           |              | Unione Sovietica Bielorussia | Semovente d'artiglieria                                 | 72                                               | Parzialmente aggiornato a Uragan-M. |
| BM-30 Smerch                                           |              | Unione Sovietica             | Lanciarazzi multiplo                                    | 36                                               | |
| Polonez (MRL)                                          |              | Bielorussia                  | Lanciarazzi multiplo                                    | 4                                                | |
| OTR-21 Tochka                                          |              | Unione Sovietica             | Missile balistico tattico                               | 38                                               | |
| Scud                                                   |              | Unione Sovietica             | Missile balistico tattico                               | 60                                               | |
| 2S1 Gvozdika                                           |              | Unione Sovietica             | Semovente d'artiglieria                                 | 198                                              | |
| 2S3 Akatsiya                                           |              | Unione Sovietica             | Semovente d'artiglieria                                 | 108                                              | |
| 2S5 Giatsint-S                                         |              | Unione Sovietica             | Semovente d'artiglieria                                 | 116                                              | |
| 2S9 Nona                                               |              | Unione Sovietica             | Mortaio semovente                                       | 48                                               | |
| 2S19 Msta                                              |              | Unione Sovietica             | Semovente d'artiglieria                                 | 12                                               | |
| 122 mm 2A18 (D-30)                                     |              | Unione Sovietica             | Obice trainato da 122mm                                 | 48                                               | |
| 152 mm 2A65                                            |              | Unione Sovietica             | Obice trainato da 122mm                                 | 48                                               | |
| 152 mm gun 2A36                                        |              | Unione Sovietica             | Obice trainato da 122mm                                 | 132                                              | |
| Air Defence                                            |              |                              |                                                         |                                                  | |
| 2K22 Tunguska (SA-19 Grison)                           |              | Unione Sovietica             | Semovente antiaereo cingolato                           | -                                                | |
| 9K33 Osa (SA-8 Gecko)                                  |              | Unione Sovietica             | Sistema SAM anfibio 6x6                                 | 24 batterie                                      | |
| 9K35 Strela-10                                         |              | Unione Sovietica             | Sistema SAM montato su veicolo                          | 350                                              | |
| Tor                                                    |              | Russia                       | Sistema SAM cingolato                                   | 20 Tor-M2                                        | 4 Tor-M2 ordinati |
| S-300PS (SA-10 Grumble) S-300V (SA-12 Giant/Gladiator) |              | Unione Sovietica Russia      | Sistema SAM a lungo raggio                              | 12 12                                            | Sistemi S-300PS consegnati dalla Russia nel 2007 per sostituire il vecchio modello S-300 nell'inventario bielorusso. Quattro divisioni di missili S-300 vennero consegnate nel 2014. |
| 9K37 Buk (SA-11 Gadfly)                                |              | Unione Sovietica Bielorussia | Sistema SAM a medio raggio                              | 12                                               | |
| S-400                                                  |              | Russia                       | Sistema missili terra-aria mobile a lungo raggio        | 2 Batterie                                       | Le forze armate annunciarono le loro intenzioni di acquistare l'S-400 nel settembre 2011. 2 sistemi vennero consegnati nel 2016.                                                     |